# Aubèira
Aubièra (en francès Aubière) és un municipi francès situat al departament del Puèi Domat i a la regió d'Alvèrnia-Roine-Alps. L'any 2007 tenia 10.084 habitants.

## Demografia

### Població
El 2007 la població de fet d'Aubière era de 10.084 persones. Hi havia 4.676 famílies de les quals 2.204 eren unipersonals (1.120 homes vivint sols i 1.084 dones vivint soles), 1.160 parelles sense fills, 1.016 parelles amb fills i 296 famílies monoparentals amb fills.
La població ha evolucionat segons el següent gràfic:
Habitants censats

### Habitatges
El 2007 hi havia 5.196 habitatges, 4.813 eren l'habitatge principal de la família, 54 eren segones residències i 329 estaven desocupats. 2.833 eren cases i 2.302 eren apartaments. Dels 4.813 habitatges principals, 2.496 estaven ocupats pels seus propietaris, 2.214 estaven llogats i ocupats pels llogaters i 103 estaven cedits a títol gratuït; 898 tenien una cambra, 589 en tenien dues, 755 en tenien tres, 1.076 en tenien quatre i 1.495 en tenien cinc o més. 3.310 habitatges disposaven pel capbaix d'una plaça de pàrquing. A 2.461 habitatges hi havia un automòbil i a 1.532 n'hi havia dos o més.

### Piràmide de població
La piràmide de població per edats i sexe el 2009 era:
| Homes | Edats   | Dones |
| ----- | ------- | ----- |
| 0     | 95 o +  | 4     |
| 8     | 90 a 94 | 28    |
| 32    | 85 a 89 | 128   |
| 60    | 80 a 84 | 64    |
| 148   | 75 a 79 | 224   |
| 168   | 70 a 74 | 288   |
| 208   | 65 a 69 | 252   |
| 212   | 60 a 64 | 204   |
| 272   | 55 a 59 | 244   |
| 264   | 50 a 54 | 324   |
| 268   | 45 a 49 | 300   |
| 348   | 40 a 44 | 332   |
| 264   | 35 a 39 | 356   |
| 228   | 30 a 34 | 228   |
| 496   | 25 a 29 | 324   |
| 1.049 | 20 a 24 | 660   |
| 340   | 15 a 19 | 373   |
| 232   | 10 a 14 | 248   |
| 268   | 5 a 9   | 192   |
| 180   | 0 a 4   | 144   |

## Economia
El 2007 la població en edat de treballar era de 7.311 persones, 4.405 eren actives i 2.906 eren inactives. De les 4.405 persones actives 4.003 estaven ocupades (2.055 homes i 1.948 dones) i 402 estaven aturades (193 homes i 209 dones). De les 2.906 persones inactives 539 estaven jubilades, 1.984 estaven estudiant i 383 estaven classificades com a «altres inactius».

### Ingressos
El 2009 a Aubière hi havia 4.120 unitats fiscals que integraven 8.708 persones, la mediana anual d'ingressos fiscals per persona era de 20.644 €.

### Activitats econòmiques
Dels 830 establiments que hi havia el 2007, 11 eren d'empreses extractives, 8 d'empreses alimentàries, 8 d'empreses de fabricació de material elèctric, 1 d'una empresa de fabricació d'elements pel transport, 33 d'empreses de fabricació d'altres productes industrials, 78 d'empreses de construcció, 288 d'empreses de comerç i reparació d'automòbils, 15 d'empreses de transport, 51 d'empreses d'hostatgeria i restauració, 23 d'empreses d'informació i comunicació, 49 d'empreses financeres, 32 d'empreses immobiliàries, 121 d'empreses de serveis, 64 d'entitats de l'administració pública i 48 d'empreses classificades com a «altres activitats de serveis».
Dels 184 establiments de servei als particulars que hi havia el 2009, 1 era una oficina de correu, 16 oficines bancàries, 3 funeràries, 20 tallers de reparació d'automòbils i de material agrícola, 1 taller d'inspecció tècnica de vehicles, 2 establiments de lloguer de cotxes, 3 autoescoles, 8 paletes, 18 guixaires pintors, 5 fusteries, 15 lampisteries, 12 electricistes, 6 empreses de construcció, 12 perruqueries, 2 veterinaris, 2 agències de treball temporal, 37 restaurants, 10 agències immobiliàries, 3 tintoreries i 8 salons de bellesa.
Dels 112 establiments comercials que hi havia el 2009, 1 era un hipermercat, 1 un supermercat, 3 grans superfícies de material de bricolatge, 2 botiges de menys de 120 m², 6 fleques, 5 carnisseries, 3 botigues de congelats, 3 llibreries, 32 botigues de roba, 9 botigues d'equipament de la llar, 3 sabateries, 2 botigues d'electrodomèstics, 14 botigues de mobles, 10 botigues de material esportiu, 3 botigues de material de revestiment de parets i terra, 3 drogueries, 2 perfumeries, 5 joieries i 5 floristeries.
L'any 2000 a Aubière hi havia 8 explotacions agrícoles que ocupaven un total de 44 hectàrees.

## Equipaments sanitaris i escolars
Els 5 equipaments sanitaris que hi havia el 2009 eren farmàcies.
El 2009 hi havia 2 escoles maternals i 3 escoles elementals. Aubière disposava de 2 col·legis d'educació secundària amb 1.037 alumnes.
Disposava de 10 centres universitaris, dels quals 2 eren unitats de formació universitària i recerca, 2 instituts universitaris, 5 escoles d'enginyers i 1 un centre d'altres ensenyaments superiors.

## Poblacions més properes
El següent diagrama mostra les poblacions més properes.